# アレッサンドロ・ベルトラッツィ
アレッサンドロ・ベルトラッツィ（Alessandro Bertolazzi, 1958年2月16日 - ）はイタリアのメイクアップアーティストである。

## 人物
『バベル』（2006年）、『BIUTIFUL ビューティフル』（2010年）、『J・エドガー』（2011年）、『トゥ・ザ・ワンダー』（2012年）、『007 スカイフォール』（2012年）、『インポッシブル』（2012年）、『フューリー』（2014年）、『スーサイド・スクワッド』（2016年）などを手がけている。『スーサイド・スクワッド』により第89回アカデミー賞メイクアップ&ヘアスタイリング賞を獲得した。

## 主なフィルモグラフィ
- La corsa dell'innocente (1992)
- La Ribelle (1993)
- 恋は結婚式の後で… Il testimone dello sposo (1998)
- Viola bacia tutti (1998)
- オペラ座の怪人 Il fantasma dell'opera (1998)
- マレーナ Malèna (2000)
- Concorrenza sleale (2001)
- ヘヴン Heaven (2002)
- リメンバー・ミー Ricordati di me (2003)
- 悪霊喰 The Order (2003)
- Che ne sarà di noi (2004)
- Evilenko (2004)
- Ma quando arrivano le ragazze? (2005)
- ミネハハ 秘密の森の少女たち The Fine Art of Love (2005)
- バベル Babel (2006)
- ナポレオンの愛人 N (Io e Napoleone) (2006)
- ゴモラ Gomorra (2008)
- 狂った血の女 Sanguepazzo (2008)
- ボローニャの夕暮れ Il papà di Giovanna (2008)
- 天使と悪魔 Angels & Demons (2009)
- シチリア!シチリア! Baarìa (2009)
- BIUTIFUL ビューティフル Biutiful (2010)
- Baciami ancora (2010)
- 食べて、祈って、恋をして Eat Pray Love (2010)
- La solitudine dei numeri primi (2010)
- J・エドガー J. Edgar (2011)
- ローマでアモーレ To Rome with Love (2012)
- トゥ・ザ・ワンダー To the Wonder (2012)
- ある愛へと続く旅 Venuto al mondo (2012)
- 007 スカイフォール Skyfall (2012)
- インポッシブル The Impossible (2012)
- フューリー Fury (2014)
- ラブ&マーシー 終わらないメロディー Love & Mercy (2014)
- スーサイド・スクワッド Suicide Squad (2016)
- ブライト Bright (2017)
- ウォー・マシーン: 戦争は話術だ! War Machine (2017)
- プーと大人になった僕 Christopher Robin (2018)